# Sharon Warren
Sharon Warren (Opelika, 13 giugno 1975) è un'attrice statunitense.

## Biografia
Il suo debutto cinematografico avviene a quasi trent'anni, e ottiene il successo interpretando la madre di Ray Charles nel film Ray, biografia del cantante soul.

## Filmografia
- Amora: The Inquisition, regia di Muta-Ali Muhammad (2003)
- Ray, regia di Taylor Hackford (2004)
- Glory Road, regia di James Gartner (2006)

## Riconoscimenti
- 2004 – Boston Society of Film Critics
  - Migliore attrice non protagonista per Ray